# Ширкин, Василий Петрович
Василий Петрович Ши́ркин (1 января 1935, Камбарка, Кировский край — 27 января 2006, Петрозаводск) — российский певец (бас), музыкальный педагог, Заслуженный артист Карельской АССР (1984), Заслуженный артист России (1995). Народный артист Республики Карелия (2005).

## Биография
В 1957 году, после службы в Советской Армии, поступил в Государственное музыкальное училище имени Гнесиных в г. Москве, которое окончил в 1961 году по классу вокала (преподаватели Д. Г. Бадридзе, Н. Д. Панчихин).
С октября 1961 г. — артист Большого хора Государственного комитета Совета Министров СССР по телевидению и радиовещанию.
С 1963 г. — артист хора Государственного ордена Ленина Академического театра СССР.
В 1964 г. — солист-вокалист Московской гастрольной оперы.
В 1967—2006 годах — солист-вокалист Карельской государственной филармонии.
За свою карьеру дал более четырёх тысяч концертов. Творчески сотрудничал с оркестром русских народных инструментов «Онего», преподавал в Петрозаводском музыкальном училище и Петрозаводской консерватории.
В его репертуаре были оперные арии, романсы, камерные вокальные произведения русских, карельских и зарубежных композиторов.

## Награды
- Почётная грамота Президиума Верховного Совета Карельской АССР (1979)
- Заслуженный артист Карельской АССР (1984)
- Заслуженный артист Российской Федерации (1995)
- Народный артист Республики Карелия (2005)[3]